# Санта-Мария-делла-Салюте
Церковь Санта-Мария-делла-Салюте (итал. Chiesa di Santa Maria della Salute — Церковь во имя Святой Марии Спасительницы) — приходская церковь (chiesa), возведённая в ранг «малой базилики» (Minor Basilica) в Венеции на Гранд-канале в районе Дорсодуро. Церковь называют базиликой, хотя её главная архитектурная особенность заключается в том, что она имеет не базиликальный план, а представляет собой редкий для Венеции образец центрического церковного здания.

## История строительства
Церковь построена в 1631—1687 годах в память избавления города от чумы 1630—1631 годов (итал. salute  — здравие, спасение, избавление). Чума унесла около 100 000 жизней, что составляло более трети населения города. Церковь открывает вход в Гранд-канал из Венецианской лагуны, и её силуэт с огромным куполом высотой 60 метров эффектно выделяется на фоне неба. В 1631 году молодой архитектор Бальдассаре Лонгена приступил к строительству по решению Большого Совета, дожа Николо Контарини и по желанию жителей города. Строительство продолжалось более полувека и закончилось в 1681 году. Однако оформление интерьера и наружного декора продолжалось и позднее, после смерти Лонгены в 1682 году под руководством его ученика Антонио Гаспари. По сохранившимся данным, для фундамента церкви было использовано более миллиона деревянных балок, из них более 100 000 было забито в дно в качестве свай.
Так же как и в церкви Иль-Реденторе, в церкви Санта-Мария-делла-Салюте ежегодно служат мессу в память избавления от чумы. 21 ноября, в день, когда Католическая церковь отмечает праздник «Введение во храм Пресвятой Богородицы», отмечается праздник Феста делла Салюте. В этот день от Дворца дожей до храма наводят понтонный мост.

## Особенности архитектуры
Архитектуру храма часто относят к стилю барокко. Это условно, поскольку стиль барокко в его классическом варианте в Венеции не получил достаточного развития. Но даже для венецианской архитектуры XVII века композиция церкви необычна. Храм построен в виде октогона (восьмигранника). На октогоне установлен восьмигранный барабан с типично венецианским куполом с пятнадцатью рёбрами, похожим на купола собора Сан-Марко. Над алтарной частью, пристроенной вне основного восьмигранника, высится второй купол, меньшего размера. В каждой грани барабана расположены парные арочные окна. Барабан поддерживают контрфорсы в виде больших волют, увенчанных статуями. Как и в готических соборах Северной Европы, статуи «нагружают» контрфорсы, выполняя роль пинаклей, увеличивая прочность всей конструкции. Вопреки классике центрических храмов, предполагающей одинаковое восприятие здания со всех сторон, грани октогона оформлены портиками, различающимися по стилю. Столь живописное мышление присуще именно венецианским мастерам.
Иконографическая программа церкви, включая символику всех архитектурных элементов, складывалась под влиянием мистического сочинения Лоренцо Лонго «Сотерия» («Спасение», 1644). Вход в собор оформлен в виде древнеримской триумфальной арки. Треугольный фронтон с парапетом украшен статуями архангела Михаила, побивающего сатану, Иоанна Предтечи и Девы Марии. К главному входу ведут 15 ступеней широкой лестницы, которые символизируют 15 ступеней Храма Соломона в Иерусалиме и 15 десятков бусин чёток Розария Девы Марии. Такая же лестница спускается от площадки перед храмом к водам канала, создавая впечатление, что весь храм вышел из моря. Б. Лонгена пояснял в своем проекте, что и купол и центрическое внутреннее пространство восьмигранника символизируют Розарий Девы Марии. В тимпанах каждого из восьми фронтонов фасада церкви изображена восьмилучевая «Звезда Девы Марии», являющаяся эмблемой монашеского ордена кармелиток. Лантерна купола увенчана обитой медными листами деревянной статуей Мадонны Иммакулаты (Непорочной). В руках Мадонна держит флотоводческий жезл. В 1672 г. венецианцы вывезли эту статую из Кандии (острова восточного Средиземноморья) после захвата островов турецким флотом.

## Внутреннее убранство
Интерьер собора образует просторный центральный октагон, пронизанный светом, льющимся из больших окон барабана и лантерны купола. Он опоясан амбулаторием, из которого можно пройти в каждую из шести капелл. Октагон оформлен аркадой по колоннам композитного ордера, поэтому его именуют периболом. Он вызывает ассоциации с античностью и одновременно пронизан барочным ощущением «перетекания пространства». Пол украшен мозаикой сложнейшего геометрического узора с мотивами восьмилучевой звезды. В центральной розетке помещена латинская надпись: Unde origo, inde salus — «Откуда (Венеция) произошла, оттуда и пришло спасение»). Имеется ввиду легенда об основании города 25 марта 421 г., в день праздника Благовещения Марии. Вокруг надписи изображены пять роз, а по большому кругу — тридцать две розы (символы Розария). В капеллах находятся ценнейшие произведения искусства: картины Луки Джордано, Пьетро Либери; в первой капелле справа — картина «Сошествие Св. Духа на Апостолов» работы Тициана (1546).
В так называемой малой ротонде, в центральном алтаре, украшенном статуями (совместная работа архитектора Лонгены и скульптора Джусто Ле Курта), помещена одна из древнейших святынь города — «Мадонна делла Салуте», она же икона типа Одигитрии византийского письма XII в., известная под названием Месопандитисса (Междупраздничная) В обычные дни она закрывается бронзовыми створками. Икону венецианцы вывезли из Кандии в 1670 году. Название происходит от того, что чествование иконы приходилось между церковными праздниками Рождества и Представления Христа в храме (в православии: Сретения). В сакристии церкви находятся 12 картин Тициана, большое полотно Тинторетто «Брак в Кане Галилейской» (1561), а также картины Падованино, М. Базаити, Сассоферато.
30 августа 2010 года в церкви произошёл пожар, во время которого была залита водой картина Тициана «Давид и Голиаф», украшающая плафон церкви Санта-Мария-делла-Салюте, и две другие картины. Картина изображает молодого Давида, опустившего свой меч и поднявшего руки к небу над обезглавленным телом Голиафа.

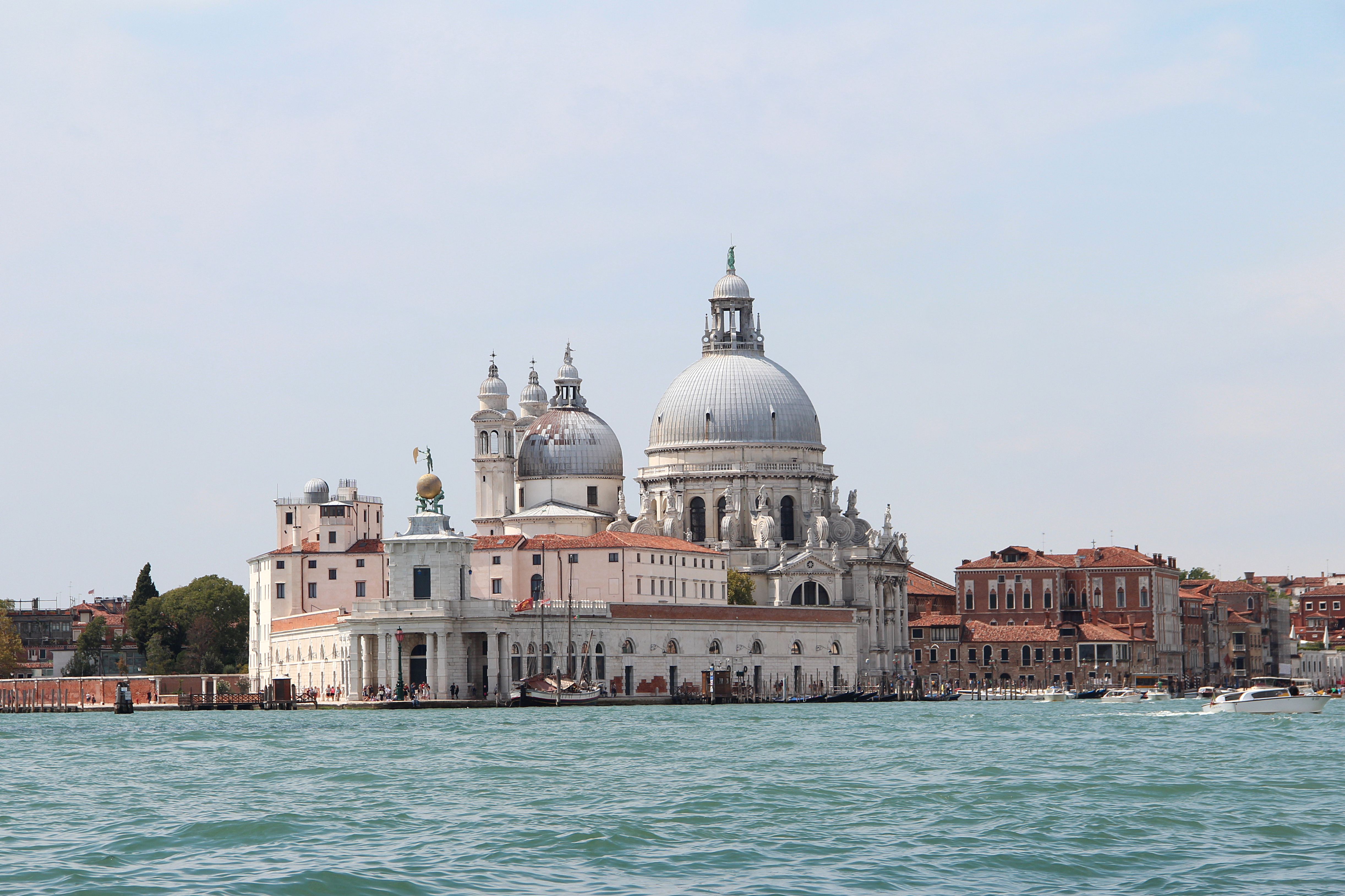
Базилика видна из Бачино-ди-Сан-Марко
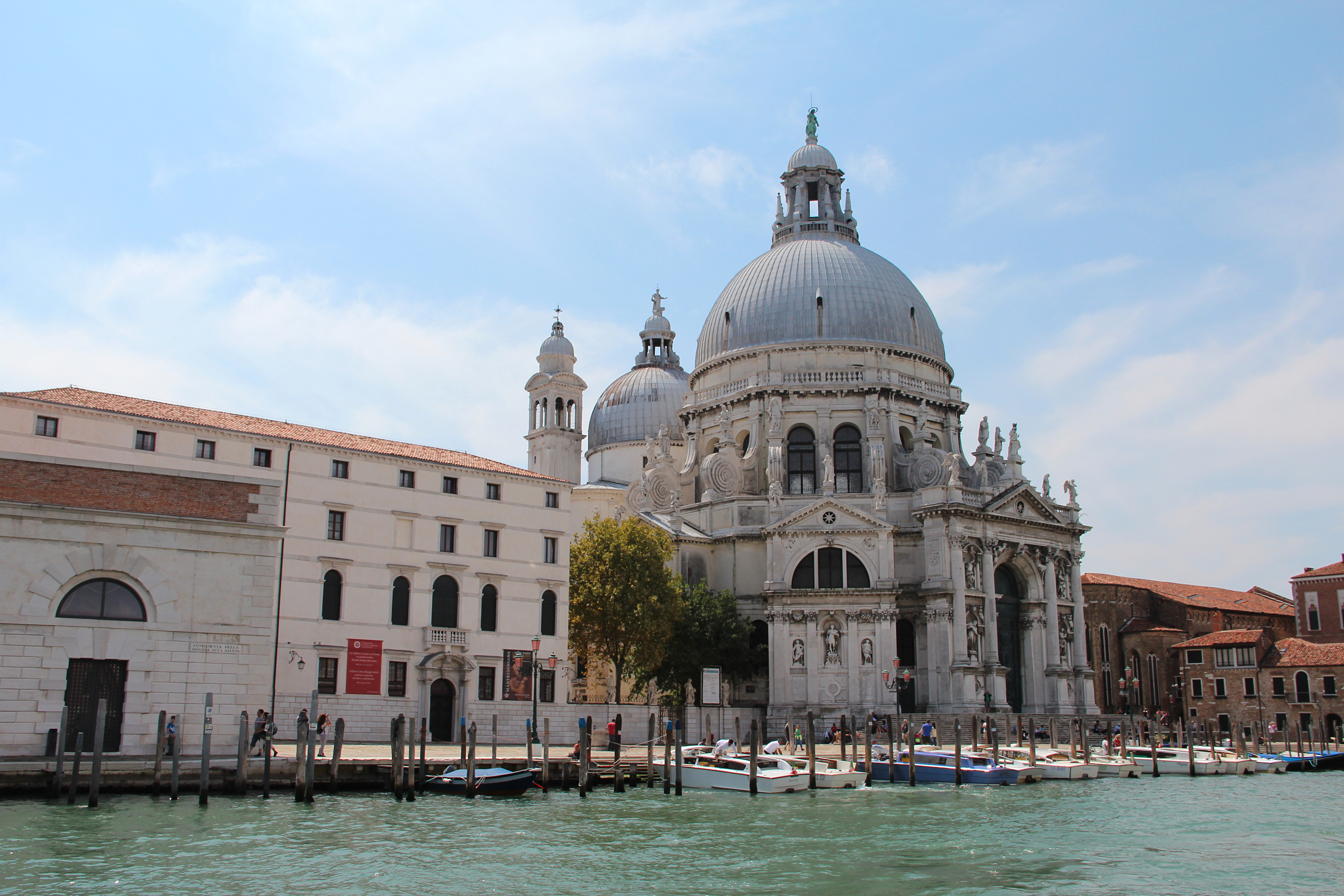
Вид базилики с Гранд-канала
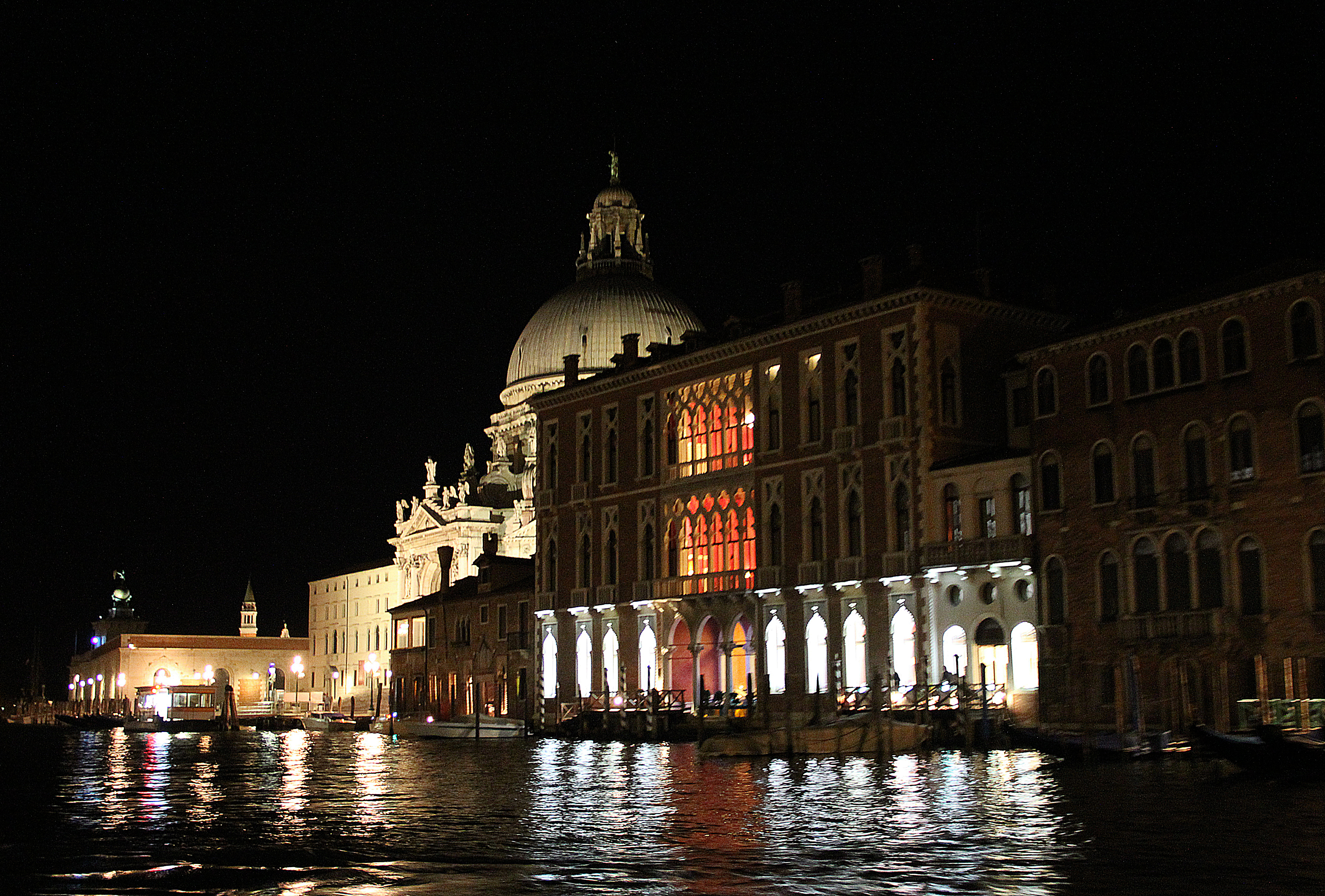
Базилика ночью
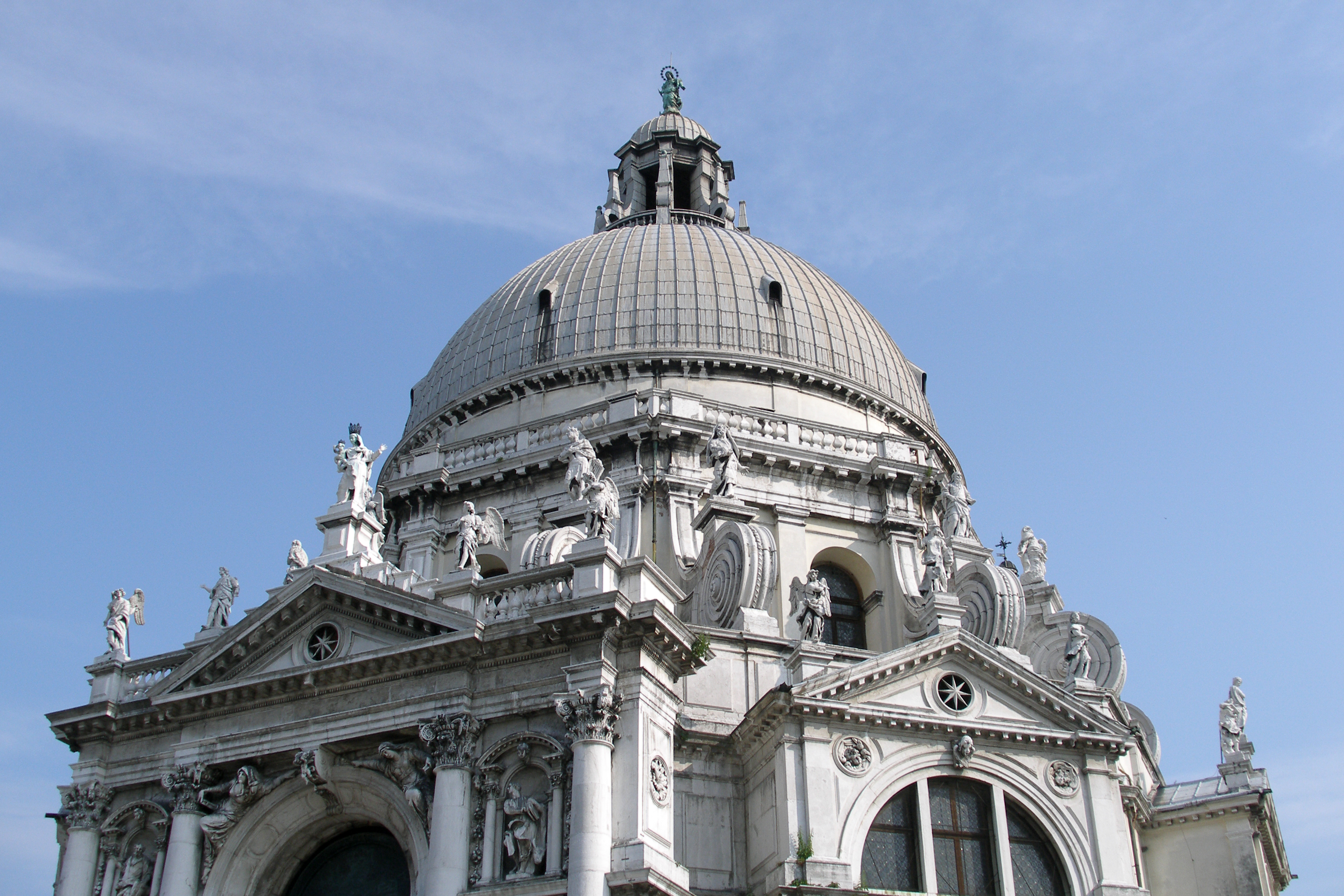
Большой купол и приделы базилики
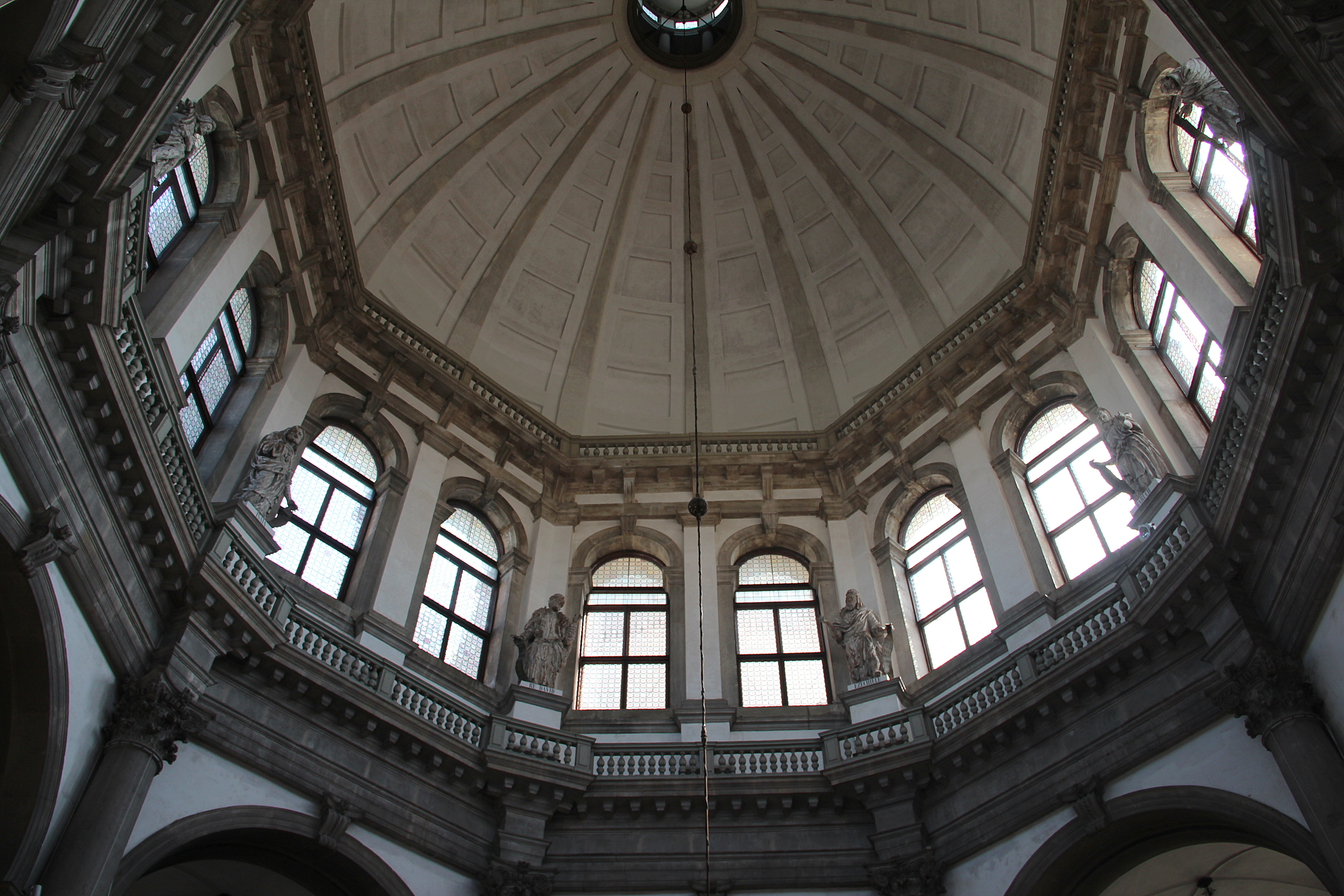
Купол церкви
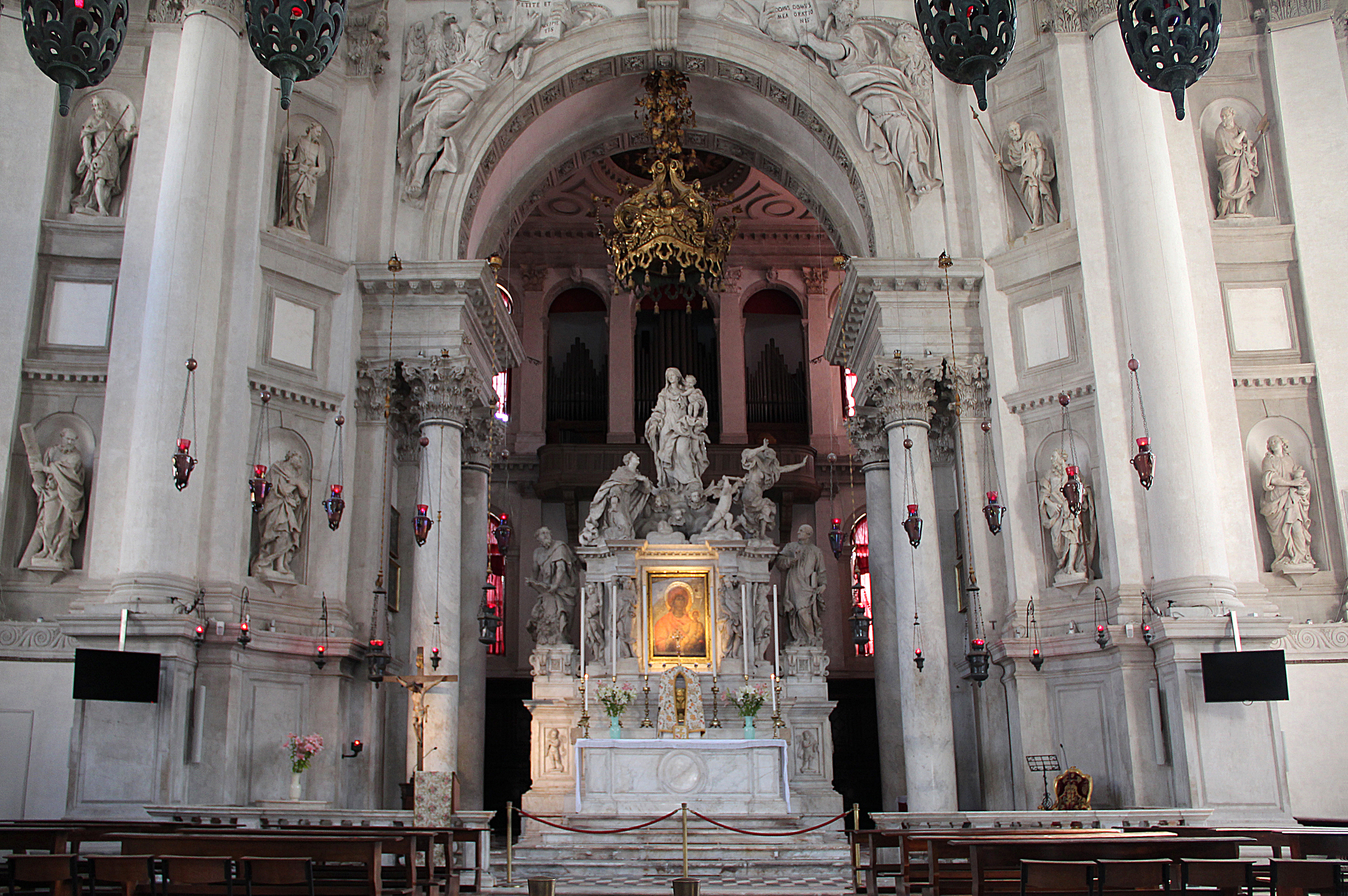
Хор базилики и Малая ротонда. Алтарь с иконой Месопандитиссы. Архитектор Б. Лонгена, скульптор Джусто Ле Курт. 1670-1674
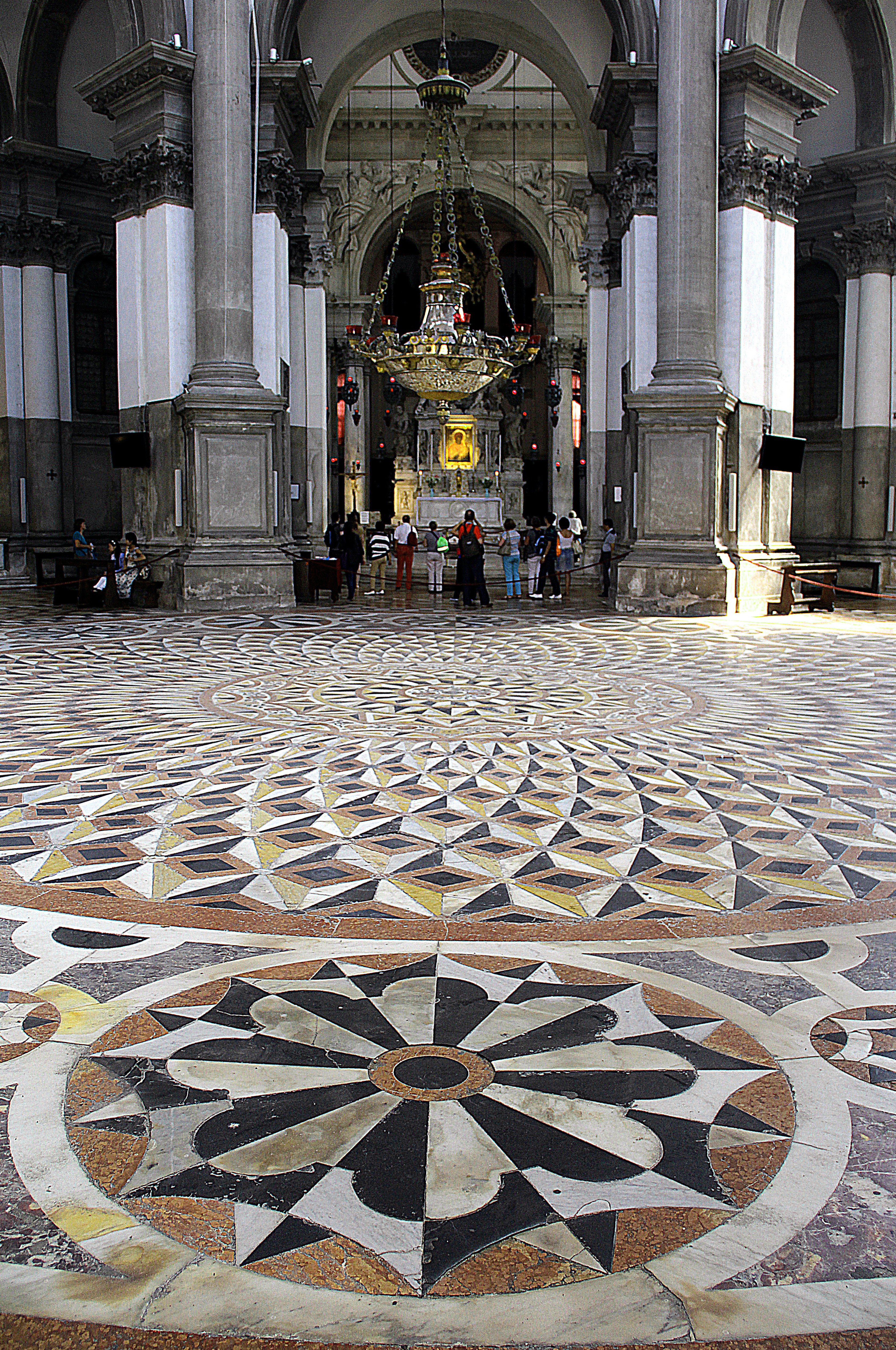
Мраморная мозаика пола
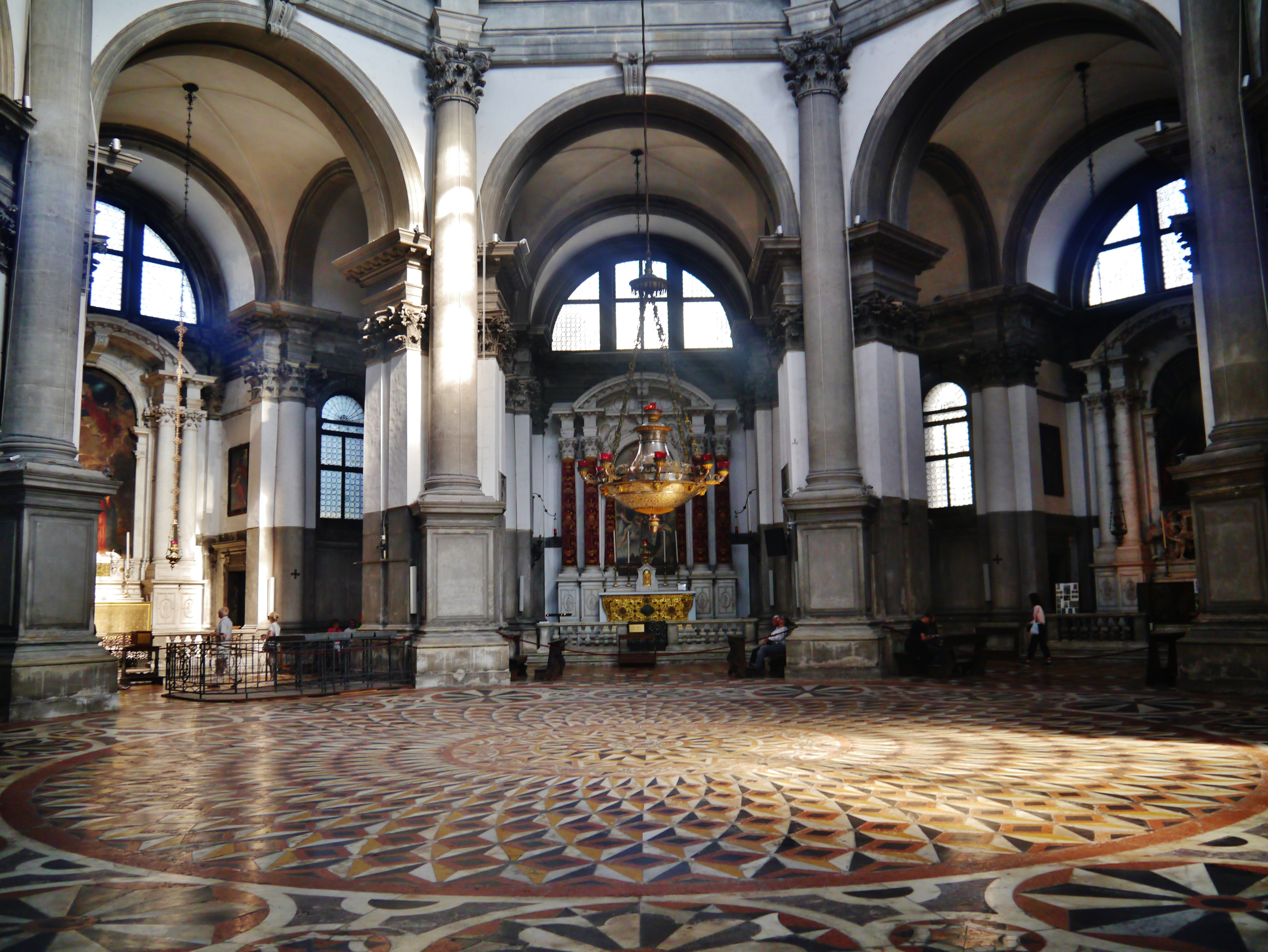
Интерьер храма
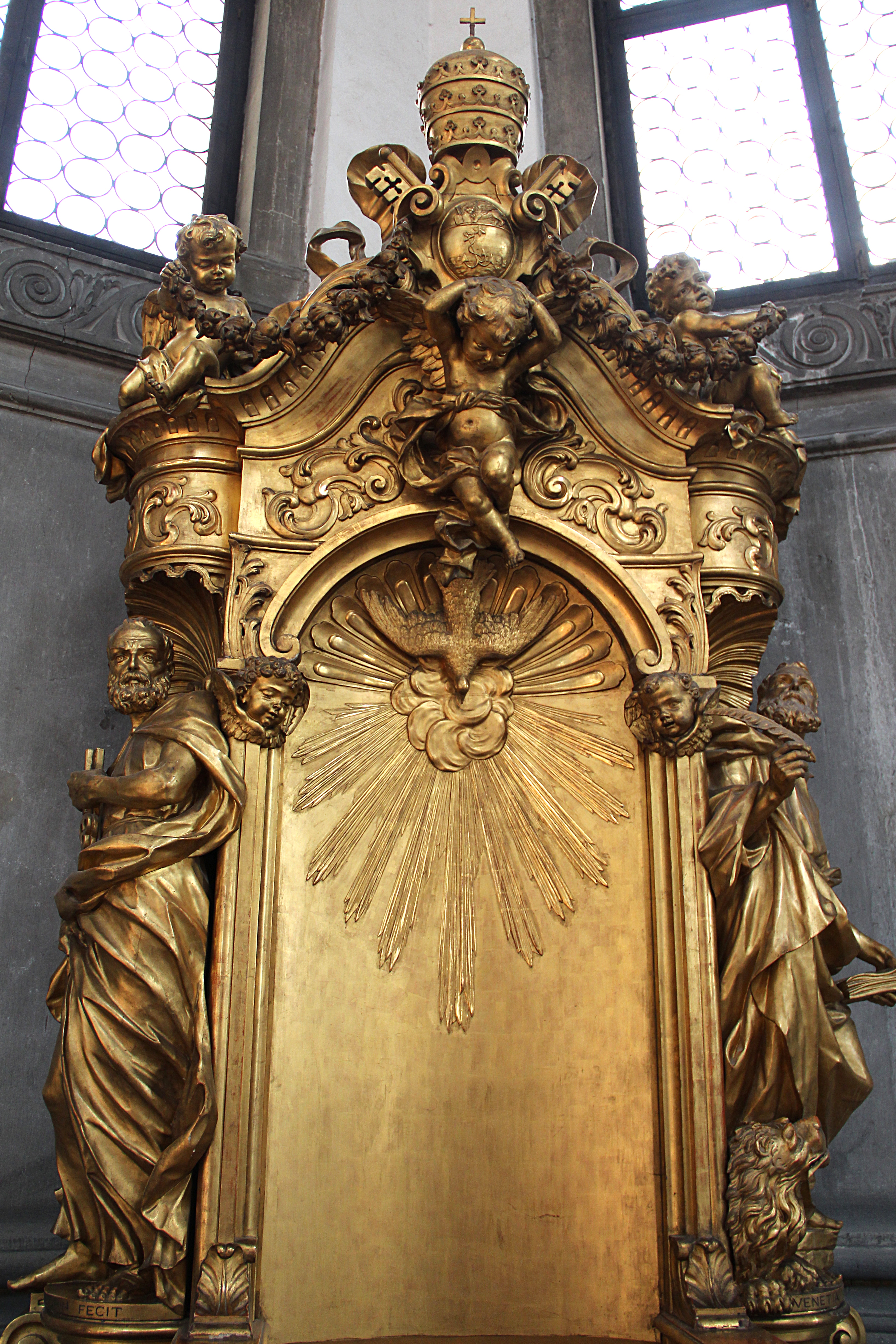
Золотой трон Папы Пия X
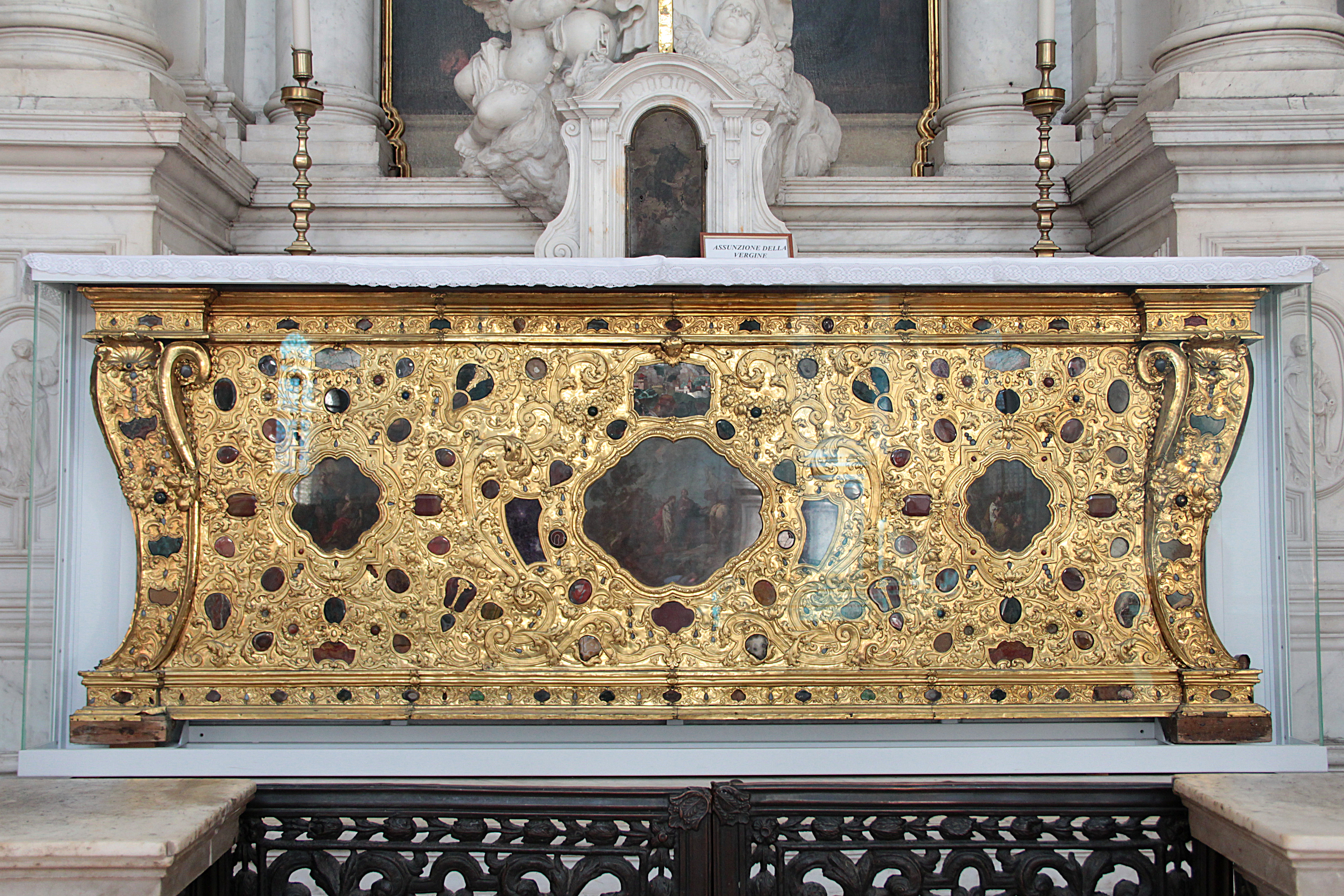
Антепендиум алтаря